# 新潟県立巻高等学校
新潟県立巻高等学校（にいがたけんりつ まきこうとうがっこう）は、新潟県新潟市西蒲区巻乙に所在する県立高等学校。

## 概要
旧制巻中学校を前身とする公立校。
部活動の合宿・研修・会合等に使用できる多目的施設「白楊会館」を有しており、そこには県立高校では現在唯一となった食堂が併設されている。食堂は学内で「学食」と呼ばれ親しまれている（ちなみに、食堂が開かれた当初、食堂のことを「ロビン」 と呼んでいた）。現在の校地が「桔梗ヶ丘」と称されていることから校章（帽章、バッジ）は桔梗にちなんで制定されている。

## 沿革

### 経緯
当校は旧制中学校以来の歴史を持つ男子校である（旧）県立巻高等学校と、高等女学校以来の歴史を持つ女子校である県立巻女子高等学校の、ふたつの学校を前身とする。この二校が統合して男女共学の（新）県立巻高等学校となった。

### 年表

#### 巻高等学校
- 1906年6月23日 - 新潟県立新潟中学校（現県立新潟高校）巻分校として設立認可。
- 1907年
  - 3月6日 - 独立の新潟県立巻中学校として4月より開校することが認可される。
  - 5月1日 - 授業開始。以後5月1日を創立記念日とする。
- 1913年
  - 4月1日 - 県財政悪化のなか廃校の動きがあり、郡立に移管して西蒲原郡立巻中学校と改称。
  - 3月25日 - 県立に復帰し再び新潟県立巻中学校となる。
- 1948年 - 学制改革により（旧）新潟県立巻高等学校となる。
- 1950年 - 新潟県立巻女子高等学校と統合し、男女共学の（新）新潟県立巻高等学校となる。旧巻中学を北校舎、旧巻女学校を南校舎とする。
- 1952年 - 旧巻女子高より引き継いだ定時制課程を廃止。
- 1970年12月22日 - 白楊会館竣工。
- 1971年 - 白楊会館食堂竣工。
- 1997年 - 被服科閉科。
- 2006年 - 正門竣工。
- 2011年 - 新校舎竣工。

#### 巻女子高等学校
- 1913年4月12日 - 西蒲原郡立巻実科高等女学校として創立。初代校長に奥田教佶（奥田教朝の祖父）。
- 1921年4月1日 - 西蒲原郡立巻高等女学校と改称。
- 1922年4月1日 - 県立移管により新潟県立巻高等女学校となる。
- 1948年4月1日 - 学制改革により新潟県立巻女子高等学校となる。
- 1950年3月31日 - 新潟県立巻高等学校との統合に伴い廃校。

## 校歌・応援歌
- 校歌：巻高等学校校歌 作詞：相馬御風（1・2番）、竹内三一郎（3番）。作曲：斎藤佳三、弘田龍太郎。編曲：勝山文吾。[1]

校歌の1番は男声斉唱、2番は女性二部合唱、3番は混声三部合唱となっている珍しい校歌。これは旧制巻中学校の校歌（斎藤佳三作曲）を1番、巻高等女学校の校歌（弘田龍太郎作曲）を2番とし、新たに3番を加えて編曲したためである。
- 応援歌：「桜花」、「白楊」、「高嶺の雪」、「若人」、「月日にかくる（迎歌）」

この内、よく歌われる応援歌は「桜花」、「若人」である。
- 愛唱歌：創立100周年記念として製作。

## 部活動
- 野球部
- 陸上競技部
- バスケットボール部
- 柔道部
- ダンス部
- 剣道部
- ラグビー部
- サッカー部
- バレーボール部
- テニス部
- ソフトテニス部
- 卓球部
- バドミントン部
- ホッケー部（新潟国体強化指定校）
- ハンドボール部
- 水泳部
- 文芸部
- 理科部（天文部と合併）
- 天文部
- 美術部
- 書道部
- 合唱部
- 演劇部
- 新聞部
- 生活部
- 放送部
- 吹奏楽部
- 茶道部（華道部と合併）
- 華道部
- 写真部
- ギター部
- 手芸部

## 交通
- 越後線 巻駅より徒歩15分
- 新潟交通観光バスほか 「巻駅前」バス停より徒歩15分

## 出身者
政治家
- 桜井三郎
- 小林清
- 小林豊彦
- 内藤邦男

実業家
- 中野幸夫
- 室谷邦夷

教育
- 高桑栄松

文化・芸能
- 池田孝一郎
- 原田亮介
- おしみんまる
- 清水伸

芸術
- 茂木弘行
- 安田弘之

スポーツ
- 相沢晋（野球）
- 小林訓也（ラグビー）
- 宇佐美彰朗（マラソン）